# 1455 az irodalomban
Az 1455. év az irodalomban.

## Események

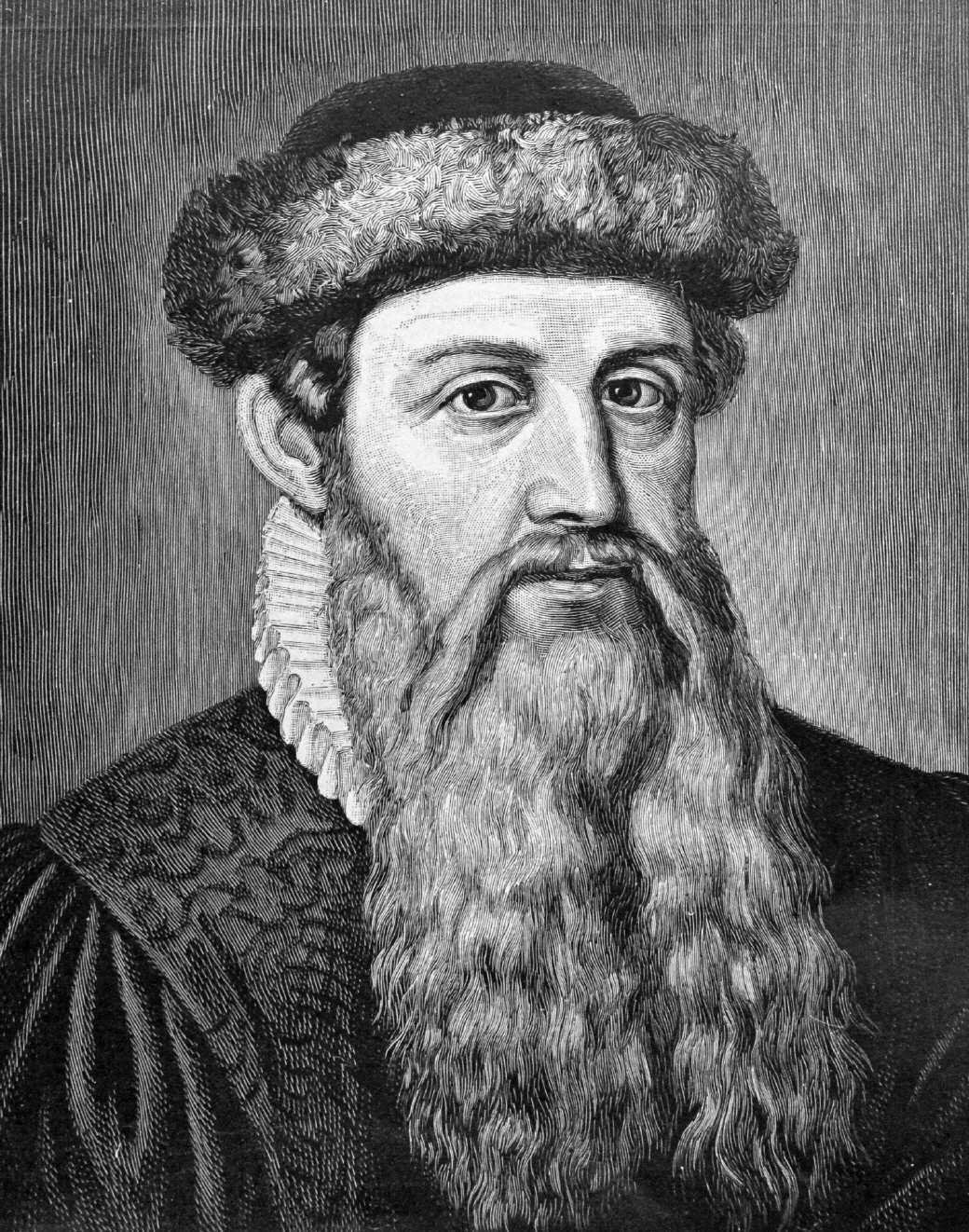
Gutenberg portréja (halála utáni rajz)

- Mainz – Hagyományosan kb. az 1455-ös évet tartják az európai  könyvnyomtatás kezdetének: ekkor, vagy egy-két évvel korábban kerül ki Johannes Gutenberg nyomdájából az ún. Gutenberg Biblia, vagy 42 soros Biblia (B42).[1]

## Születések
- 1455. február 22. – Johannes Reuchlin német filozófus, író, a német humanizmus egyik legtekintélyesebb alakja († 1522)